# Бугове
Бугове́ (до 01.02.1945 — Юзефпіль) — село в Гайворонській громаді Голованівського району Кіровоградської області України. Населення становить 430 осіб.

## Історія
1 лютого 1945 року Президія ВР УРСР своїм указом перейменувала село Юзефпіль на Бугове.

## Населення
Згідно з переписом УРСР 1989 року чисельність наявного населення села становила 471 особа, з яких 202 чоловіки та 269 жінок.
За переписом населення України 2001 року в селі мешкали 422 особи.

### Мова
Розподіл населення за рідною мовою за даними перепису 2001 року:
| Мова       | Відсоток |
| ---------- | -------- |
| українська | 97,44 %  |
| російська  | 2,56 %   |